# Charles-Louis Caissotti
Charles-Louis Caissotti, né le 23 mars 1694 à Nice (alors comté de Nice des États de Savoie) et mort le 7 avril 1779  à Turin (royaume de Sardaigne), est un juriste et homme politique du royaume de Sardaigne du XVIIIe siècle.
Après avoir obtenu son doctorat en droit, devenu avocat, ses mérites lui ont permis de devenir Grand Chancelier du roi de Sardaigne, en 1768.
Il est le fils de l'avocat Charles Caissotti et de Marie-Madeleine Bagnol.

## Biographie
La famille Caissotti est originaire de Tende. Elle s'est divisée en plusieurs branches qui ont été seigneurs du Mas et d'Aiglun, comtes de Roubion, comtes de Toudon avec Ascros et Revest.
Après avoir obtenu son doctorat en droit, il est devenu avocat. Ses qualités lui ont permis d'être nommé à 26 ans, en 1720, substitut auprès du procureur général de la Chambre des comptes de Turin. Il participe alors aux négociations entre le Piémont et la Curie romaine sur le Concordat. Il acquiert dans ces négociations une renommée qui le fait nommer procureur général par le roi Victor-Amédée II, en 1723.
En 1730, il est nommé premier président du Sénat de Turin, peu de jours avant l'abdication du roi. Victor-Amédée II a voulu qu'il soit le compilateur de l'acte par lequel il renonçait au trône.
Le 3 août 1730, il est investi d'une partie du fief de Santa Vittoria, près d'Asti. Le 8 janvier 1734 il reçoit le titre de comte de Maria. Le 18 juillet 1739, il est fait marquis de Verduno.
Il a été chargé de réviser la partie concernant les lois civiles des Royales constitutions de 1723 pour en rédiger la version de 1729, ou code Victorin. Il a assuré la révision des statuts de la nouvelle université.
Le roi Charles-Emmanuel III reconnaît ses qualités en le nommant ministre d'État en 1750, puis notaire de la Couronne, en 1767, enfin, Grand chancelier en 1768.

## Famille
Il n'a eu de son mariage avec Marguerite de Ressan qu'un seul fils, Charles-Joseph-Casimir, né à Turin, le 27 juin 1731, mort sans héritier en 1799. Il s'est marié en 1782 avec Marie-Joseph-Julie de Béthune Il a laissé tous ses biens aux hôpitaux de la Charité et Saint-Jean de Turin.